# Абшеронски полуостров
Абшеронският полуостров (на азербайджански: Abşeron yarımadası) е полуостров в Азербайджан, на западния бряг на Каспийско море. Представлява югоизточното продължение на Голям Кавказ. Полуостровът изпитва силно антропогенно въздействие, в резултат на растящите агломерации на Баку, Сумгаит и Хирдалан и е значително пренаселен, тъй като именно тук е насочена вътрешната миграция от планинските райони на републиката..

## Название
Първоначално полуостровът получава името си от селището Абшерон, съществувало тук до 20-те години на XVIII век, и се е наричал Абшеронски нос. Счита се, че названието „Абшерон“ произлиза от „солена вода“ (аб – вода, шерон – солена) на татски език. В началото то се е отнасяло за Каспийско море, но след това и за селището на брега.
През XIX век е разпространена хипотезата, че названието произлиза от Абширин, което означава „сладка вода“. Според друга хипотеза първичната форма е била Афшаран, от тюркоезичния народ афшари.

## Географска характеристика
Абшеронският полуостров е разположен на източния край на Кавказкия хребет и е антипод на Таманския полуостров, който е на западния край на Кавказ. Има дължина от около 60 km и ширина до 30 km. Площ – 2110 km2. На югоизточния край на полуострова е разположена пясъчната коса Шах-Дили. Изграден е основно от неогенни и кватернерни наслаги. Полуостровът се отнася към сеизмично активна зона – последното земетресение е от 2000 г. Релефът е хълмисто-равнинен (височина от 26 m под морското равнище при бреговете на Каспийско море до 310 m на запад; средната височина е между 50 и 165 m). Има кални вулкани. За релефа са характерни малките безотточни котловини със солени езера и солончаци. Срещат се и плаващи пясъци..
На Абшеронския полуостров и прилежащата му акватория в Каспийско море има богати залежи на нефт и природен газ, които се разработват промишлено от края на XIX век.
Климатът сух субтропичен. Средната януарска температура е 3 °C, а средната юлска е 25 °C. Годишната сума на валежите е от 140 mm в югозападните до 250 mm в северните му части. Макар и да е разположен до Каспийско море, климатът се характеризира с изразено континентално влияние – студена зима, мека пролет, горещо и сухо лято и топла есен. Силните северни ветрове са често явление. Зает е от полупустинна ефемерова растителност с ясно изразена зимна тревиста вегетация.
На полуострова живеят основно азери (90%), руснаци (6%), татари (2%) и украинци (1%), а населението му към 2008 г. е 3,4 милиона души.

## Стопанско значение
Абшеронският полуостров е важен промишлен район на Азербайджан с нефтодобивна, газодобивна и нефтопреработвателна промишленост. В резултат са се появили и екологични проблеми: ерозия на почвата, множество замърсявания на повърхността с нефт, сондажни дупки и прочее.
Селското стопанство на полуострова е представено от животновъдство (абшеронски овце), лозарство и отглеждане на дини.
На западния бряг на Каспийско море, близо до Баку са разположени балнеоложките курорти Сурахани и Шихово, морските курорти Мардакан, Бузовна, Загулва, Билгях и детски санаториуми и лагери.

## Забележителности
Абшеронският полуостров, бидейки заселен от древни времена, е съхранил ред исторически паметници: Нардаранската крепост от XIV век с висока кула в селището Нардаран, Кръглия замък от 1232 г. и Четириъгълния замък в Мардакан, храма на огъня „Атешгях“ (XVII – XVIII век) в Сурахан, замък от средата на XIV век в Рамана, множество древни паметници в Баку и други. Близо до Мардакан се намира ботаническа градина за дървета..

## Топографска карта
- К-39-XХХІІ М 1:200000[6]
- К-39-XХХІІІ М 1:200000[7]